# Alexander Campbell
Alexander Campbell (né le 9 mars 1822 - mort le 24 mai 1892) est un homme politique canadien et l'un des pères de la confédération canadienne.

## Biographie
Né à Hedon (Angleterre), il arrive au Canada avec son père, qui était médecin, à l'âge de un an. Il reçoit son éducation en français à Saint-Hyacinthe (Québec) et à Kingston (Ontario). Campbell étudie le droit et est admis au barreau en 1843. Il devient partenaire au cabinet d'avocat de John A. Macdonald.
Il est élu au Conseil législatif de la province du Canada en 1858 et réélu en 1864. Il participe à la Conférence de Québec en 1864 et, après la confédération, est nommé au Sénat du Canada. Il occupe par la suite plusieurs fonctions au sein des conseils des ministres de John A. Macdonald et est lieutenant-gouverneur de l'Ontario de 1887 à 1892.
Il meurt en fonctions à Toronto en 1892. Il était franc-maçon. freemasonry.bcy.ca